# 2020年6月17日に確認された白い飛行物体
本記事では、2020年6月17日に宮城県上空等で確認された正体不明の白色の気球のような飛行物体について記述する。

## 概要
白色の気球のような球体の下に十字状の構造物があり、その構造物にはソーラーパネルのような板が十字の短い側に片側５対、短い側から180°反対側となる長い側に６対付いていて、板のついた構造と直交する対称な構造には板はついていない。また、十字状の構造物の各先端部にはアンテナかプロペラのように見える白い部品があり、加えて、板のついていない構造には中ほどに二つの白いプロペラがついていて回転していることが確認されている。飛行高度は1,500-10,000m以上の上空で、運用者や用途は不明。宮城県や福島県、山形県等で2020年6月17日5時頃から目撃された。専門家は観測された高度から、複数の気球が別々の場所で飛ばされていた可能性も指摘している。

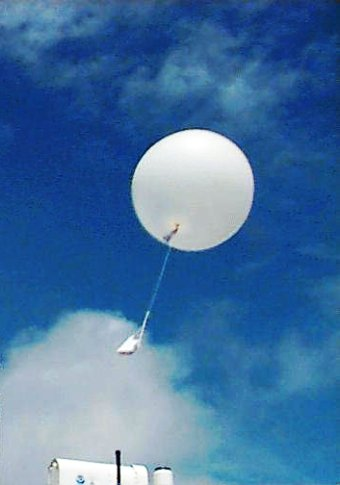
気象観測用の「ラジオゾンデ」

気象観測用のラジオゾンデに形状が似ているが、通常の気象観測用気球の飛揚時間は1時間半程度で、宮城県ではラジオゾンデを使った観測は行っておらず、仙台管区気象台は「気象台の気球ではなく、正体はわからない」としている。また、国土交通省仙台航空事務所は今回の物体の飛行に関して「航空法に基づく届け出は出ていない」としている。

## 運用者と運用目的
運用者と運用目的は、2020年6月17日時点で不明。
2020年6月17日時点で、仙台管区気象台は「気象台の気球ではなく、正体はわからない」、また取り付けられている機器の形状から気象庁のものではない。国土交通省仙台航空事務所は「航空法に基づく届け出は出ていない」とし、警察は「誰が飛ばしたものなのか等詳しい情報はわからない」、宮城県危機対策課は「各機関と連絡を取り合っているが、有力な手がかりはない」としている。

### 防衛省の見解
防衛省は2023年2月14日、中国が飛行させた無人偵察用気球であると強く推定されると発表した。

## 飛行高度
2020年6月17日、警察がヘリコプターを使用する等して調査したところ高度1,500m以上の上空を飛行していた。
2020年6月17日11時30分頃の時点で、宮城県亘理郡山元町上空約2,700m（9000フィート）を飛行するヘリコプターよりもかなり上を飛行していた。
2020年6月17日正午すぎの時点で、仙台港上空3,000mを飛行するヘリコプターよりも上を飛行していた。
上空10,000mを飛行する羽田行きの旅客機内から、より高高度を飛行しているこの物体を撮影した人物もいる。

## 大きさ
正確な大きさは不明。
球体部分の直径に関しては、直径約2m、（地上から上空10,000m以上にある同物体を目視で確認するには）少なくとも直径約10m、など複数の予想がある。

## 動力
詳細は不明。
プロペラのようなものがついていたとされている。
また、強い西風の吹いている3,000-10,000m以上の高度に存在していたにもかかわらず（17日朝の仙台上空は強めの北西風が吹いていた）、半日も本州上空に留まっていたことから、何らかの動力が存在したとの予測がある。

## 沿革

### 2020年6月16日
18時頃 - 17日に目撃された物体と似た物体が秋田県秋田市川辺で目撃された。

### 2020年6月17日
5時頃 - 宮城県で目撃され始め、警察への通報が相次いだ。
8時頃 - 福島県福島市で目撃された。
8時15分頃 - 宮城県仙台市で目撃された。
8時30分頃 - 宮城県伊具郡丸森町、山形県東根市で目撃された。
9時10分頃 - 宮城県名取市で目撃された。
10時頃 - 宮城県仙台市青葉区、宮城県名取市、福島県福島市で目撃された。
10時30分頃 - 宮城県亘理郡亘理町で目撃された。
11時30分頃 - 宮城県亘理郡山元町上空で目撃された。
12時30分頃 - 山形県山形市上空付近で目撃された。
午後 - 太平洋側に流れて行った。
18時頃 - 同物体の現在地は不明。

### 2020年6月18日
18日の時点では同飛行物体は確認されなかった。

## 類似事件
2019年11月20日に鹿児島県薩摩川内市にあるせんだい宇宙館が撮影した飛行物体がやや形状は異なるが類似の構造をしている。
2021年9月3日に青森県八戸市鮫町の大須賀海岸の南の空に現れた白い飛行物体に酷似している。
2021年9月24日に小笠原諸島父島の上空に現れた飛行物体がやや形状は異なるが類似の構造をしている。
2022年4月28日午前10時半ごろ、沖縄県座間味島付近の上空で目撃された白い球体が類似の構造をしている

。
2023年2月1日アメリカ西部モンタナ州の上空を中国の白いスパイ気球が飛行しているのが目撃され警戒監視にあたっている(アメリカ国防総省)。過去に、ハワイ、グアムでも目撃されている。